# Reginald Innes Pocock
Reginald Innes Pocock (Clifton (Bristol), Gloucestershire, 4 de março de 1863 – Londres, 9 de agosto de 1947) foi um zoólogo britânico, membro da Royal Society.
Pocock nasceu em Clifton, Bristol, o quarto filho do Reverendo Nicholas Pocock e Edith Prichard. Começou a manifestar interesse em História Natural na St. Edward's School, Oxford. Recebeu orientação em zoologia de Sir Edward Poulton e ele permitiu explorar anatomia comparativa no Museu Oxford. Estudou biologia e geologia na Universidade de Bristol sob a tutela de Conwy Lloyd Morgan e William Johnson Sollas. Em 1885 foi assistente no Museu de História Natural de Londres e trabalhou na seção de entomologia por um ano. Foi encarregado das coleções de arachnida e myriapoda. Foi encarregado também de arranjar as coleções de pássaros britânicos, e nesse tempo desenvolveu interesse duradouro em ornitologia. Os 200 artigos que publicou em seus dezoito anos no museu trouxeram-lhe o reconhecimento como uma autoridade em arachnida e myriapoda.
Em 1904 partiu para ser o superintendente do Zoológico de Londres, permanecendo como tal até se aposentar em 1923. Trabalhou depois como um pesquisador voluntário no Museu Britânico, no departamento de mamíferos.
Descreveu o Leopon em 1912, em uma carta para The Field, baseado no exame de uma pele enviada para ele por W. S. Millard, o secretário da Sociedade da História Natural de Bombaí.